# Мануш Георгиев
Мануш Георгиев, наричан Турновски, Струмишки, Струмски или Мануш войвода, е деец на българското националноосвободително движение в Македония и войвода на Вътрешната македоно-одринска революционна организация.

## Биография
Мануш Георгиев е роден на 10 август 1881 година в будно семейство. Други източници сочат за негова рождена година 1876 година, и 1880 година. Източниците се различват и за родното му място – Ново село, Струмишко или Турново, като от ранна детска възраст живее в близкото Ново село. Учи в българската прогимназия в град Струмица и в българското педагогическо училище в град Сяр, където завършва втори педагогически курс. Още като ученик е посветен в делото на ВМОРО и ръководи ученически революционен кръжок. В 1903 година участва в бунт срещу директора на училището, поради което е изключен. По-късно учителства в струмишките села Барбарево, Стиник, Робово, Бориево и Стиник.
Подгонен от турските власти като революционер, през 1903 година Мануш Георгиев става нелегален и се присъединява към четата на Христо Чернопеев, а след това е секретар на войводата Димитър Попстаматов. От 1904 година е назначен за титулярен околийски войвода на Петричка революционна околия. Допринася за заздравяване на местните революционни комитети, закриля българското население.
Делегат е на Струмишкия окръжен конгрес, проведен в Огражден през лятото на 1905 година. Участва като делегат от Струмишкия революционен окръг на Рилския конгрес на ВМОРО през 1905 година. От 1907 година е избран за помощник на струмишкия окръжен войвода Христо Чернопеев.
На 6 февруари 1908 година в село Долна Рибница, Петричко, е насрочена нелегална конференция, за която се събират Мануш Георгиев с четата си, четирима представители на околийския революционен комитет в Петрич – Александър Унев, Тома Митов, Михаил Вардев и Стоян Търнаджиев и местни дейци на ВМОРО от селото. След предателство селото е обкръжено от многобройна турска войска и башибозук. Войводата извежда нелегалната чета извън селото и мобилизира местната селска чета, ръководена от Янко Стаменов. След драматично десетчасово сражение в местността Трънката, край село Долна Рибница в Огражден планина, загиват всички 24-ма български революционери.
| 1. Мануш Георгиев            | Турново       |
| 2. Васе Скендерски           | Берово        |
| 3. Запрьо Димитров Кьосев    | Негован       |
| 4. Наке Андонов Карчев       | Струмица      |
| 5. Стоян                     | Кавадарци     |
| 6. Симо                      | Кавадарци     |
| 7. Коте Ст. Комаров          | Моноспитово   |
| 8. Тиле Донев Дончевски      | Ново село     |
| 9. Миладин Малков            |               |
| 10. Костадин Заяков          | Зойчене       |
| 11. Александър Унев          | Велес         |
| 12. Стоян Алексов Таранджиев | Петрич        |
| 13. Тома Митов Марков        | Петрич        |
| 14. Михаил Вардев            | Петрич        |
| 15. Янко Стаменов            | Долна Рибница |
| 16. Костадин Йовчев          | Долна Рибница |
| 17. Димитър Ангелов          | Долна Рибница |
| 18. Филат Стратков           | Долна Рибница |
| 19. Стоян Василев            | Долна Рибница |
| 20. Вангел Стойков           | Долна Рибница |
| 21. Златин Василев           | Долна Рибница |
| 22. Илия Кочев               | Долна Рибница |
| 23. Златин Кочев             | Долна Рибница |
| 24. Ангел Иванов             | Долна Рибница |

## Памет
Събитието остава в историята като Петричката епопея. На 31 март 1929 година на мястото на битката на един километър северно от Долна Рибница е открит паметник костница, в която са положени част от костите на героите. Днес местността се нарича от местните жители Манушов гроб. През 1923 година в Петрич съществува футболен отбор на име „Мануш войвода“. През 1941 година Струмишкото благотворително братство в София носи името „Мануш войвода“.
Бюст-паметници на Мануш Георгиев са изградени в Петрич, България, и в Ново село, Северна Македония. Във връзка със 100-годишнината от гибелта на войводата на 8 февруари 2008 година в центъра на село Долна Рибница е открита паметна плоча. По повод 110 години от неговата смърт на 4 февруари 2018 година е открита паметна плоча и на лобното му място.